# Esmaltodont

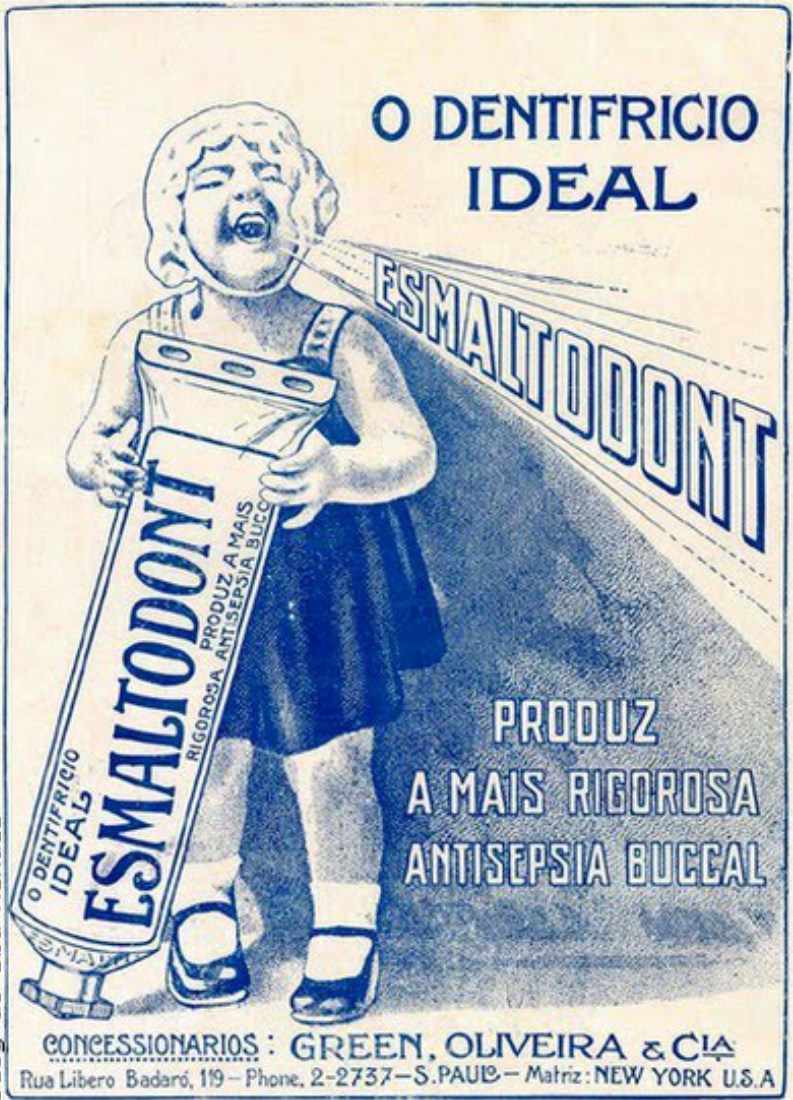
Propaganda do "dentifrício" Esmaltodont, em 1929.

Esmaltodont foi uma marca de pasta de dentes fabricada em duas edições: hortelã e baunilha. 
Propaganda de 1928 afirmava ser o esmaltodont a solução para as afecções bucais; "a cura positiva para a piorreia e o tártaro dentário". 